# Capnodis
Capnodis è un genere di coleotteri della famiglia Buprestidae.

## Tassonomia
- Capnodis anthracina (Fischer von Waldheim, 1830)
- Capnodis antiqua Heer, 1847
- Capnodis carbonaria (Klug, 1829)
- Capnodis cariosa (Pallas, 1776)
- Capnodis excisa Menetries, 1849
- Capnodis henningii (Faldermann, 1835)
- Capnodis indica Thomson, 1879
- Capnodis jacobsoni Richter, 1952
- Capnodis marquardti Reitter, 1913
- Capnodis miliaris (Klug, 1829)
- Capnodis parumstriata Ballion, 1871
- Capnodis porosa (Klug, 1829)
- Capnodis puncticollis Heer, 1847
- Capnodis semisuturalis Marseul, 1865
- Capnodis sexmaculata Ballion, 1871
- Capnodis spectabilis Heer, 1862
- Capnodis tenebricosa (Olivier, 1790)
- Capnodis tenebrionis (Linnaeus, 1761)